# Giacomo Murato

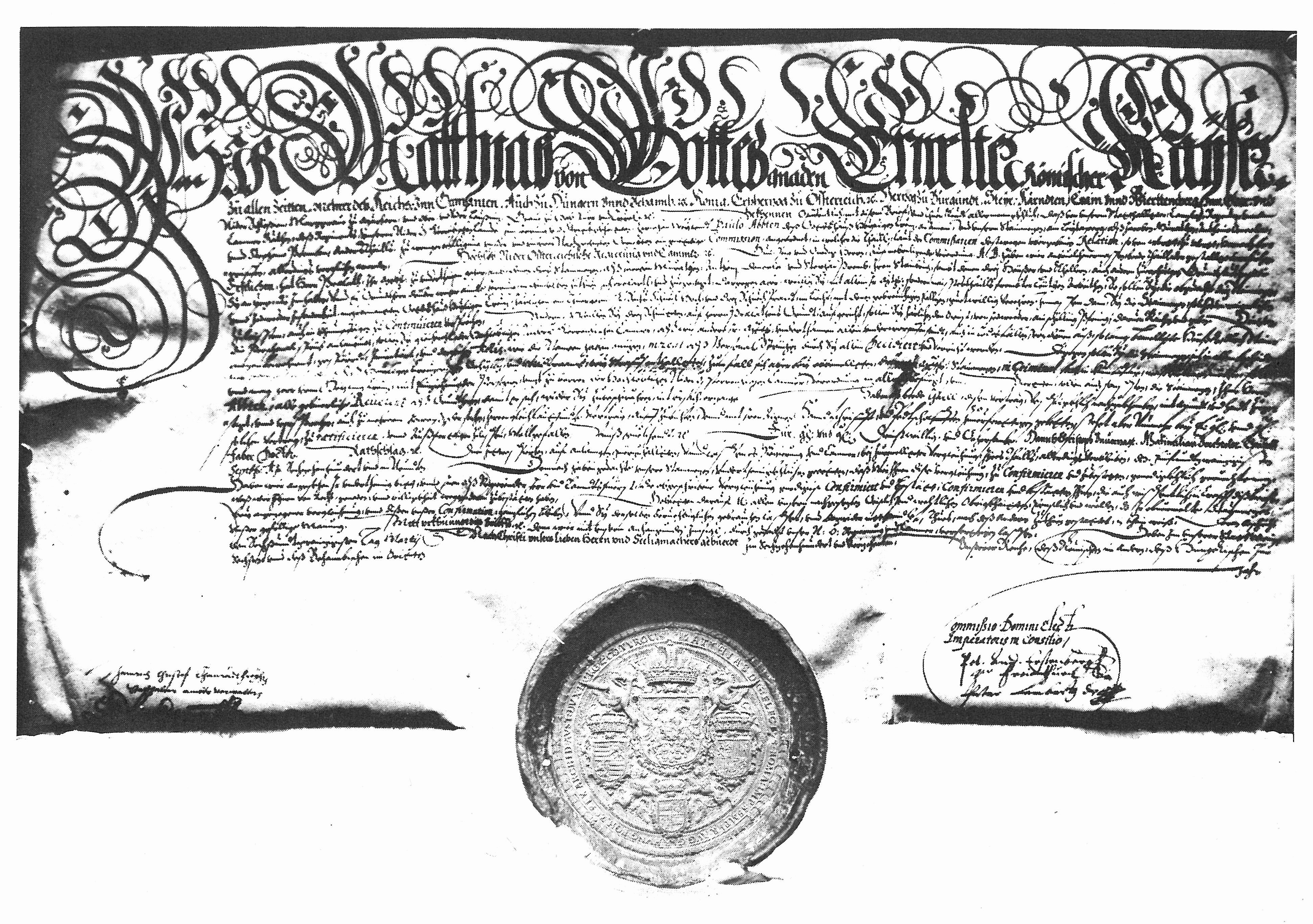
Kaiser Matthias, 1614 … Unsere Steinmetzen Giacomo Murato und Antonius Tencalla…

Giacomo Murato (* um 1563 am Luganersee, Schweiz) ein welscher, kaiserlicher Steinmetzmeister und Bildhauer der Renaissance. Seines Widerstandes wegen entstand ein Schriftverkehr zwischen Kaiser Rudolf II. und Abt Paul Schönebner vom Stift Heiligenkreuz. Er wurde 1617 erster Zechmeister der eigenständigen Viertellade der Steinmetzen und Maurer im kaiserlichen Steinbruch.

## Leben und Wirken
Giacomo Murato vom Luganersee wurde 1577 durch den Kaisersteinbrucher Steinmetzmeister Alexius Payos als Lehrling aufgenommen. Die Arbeit für das Schloss Neugebäude beherrschte den gesamten Steinbruch, 1582 erfolgte seine Freisprechung zum Gesellen.

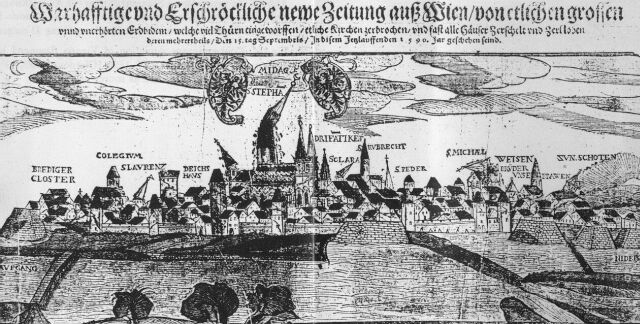
Schrift über Folgen des Erdbebens in Wien und Niederösterreich, 1590

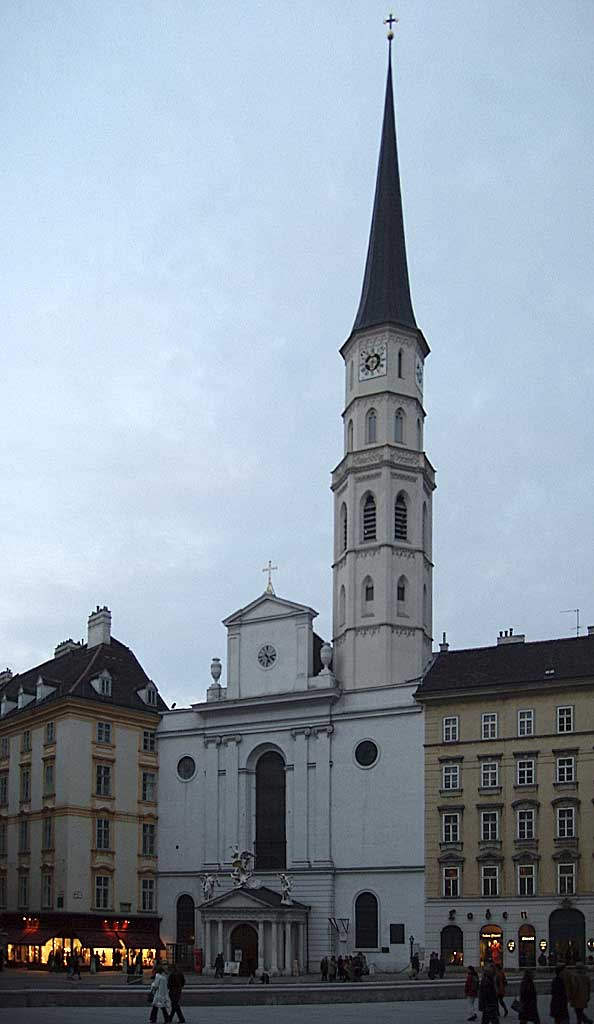
Michaelerkirche

### Erdbeben von 1590
Durch ein Erdbeben am 15./16. September 1590 (Epizentrum Neulengbach, NÖ.) wurden in Wien der Stephansdom, die Michaelerkirche (Einsturz der Turmkrone), Jesuiten- und Schottenkirche schwer beschädigt. Rechnungsbücher und Akten geben Zeugnis über die Schäden und den Aufwand für ihre Beseitigung.

„… bey St. Michael hat es den Kirchturm samt den Eisenstangen auf die Hälfte abgeworfen und sonst an der Kirche großen Schaden getan … Mit seinem Gesellen Leonhardt Holzäpfl war Meister Murato hier tätig.“

### Gut im Kaisersteinbruch
Muratos ehemaliger Lehrherr Alexius Payos starb im Januar 1591. Mit dessen Sohn Ulrich Payos, auch Steinmetzmeister, erwarb er 1603 einen Steinbruch samt Haus und Garten. Dieser Besitz wurde 1615 nochmals unterteilt, ein Teil kam an den Wiener Bildhauer Antonius Crivelli.

### Schreiben von Abt Schönebner an NÖ.-Regierung
„… es haben vor langer Zeit etliche Steinmetzen auf Euer Gnaden ausgegangener Verordnung in meines Klosters eigentümlichen Steinbruch auf dem Leithaberg zu Wilfleinsdorf zu ihrer Majestät Gebäude notdürftig item zu brechen angefangen und alda sie ihre Wohnung und Unterhaltung haben, also dass gar eine Gemeinde daraus worden. Sie sind mir als Grundobrigkeit bisher den grunddienstlichen Gehorsam wie auch den ordentlichen Dienst schuldig. Außer zweien, als Giacomo Murato und Antonius Tencalla … so ist mein gehorsames Bitten, beiden Steinmetzen durch Befehl aufzulegen, dass sie den gebührlichen Gehorsam und Dienst mittragen.“

### 1. Kaiserliches Schreiben
An Giacomo Murato und Antonius Tencalla, beide Steinmetzen auf dem Leithaberg:

„Getreue, der ehrsame Geistliche, Unser lieber andächtiger Abt Paul Schönebner von Heiligenkreuz, hat sich beschwert, dass ihr euch auf seines Closters eigenthumblichen Steinbruch auf dem Leithaberg zu Wilfleinsdorf Steine zu brechen unterfangen .. und dass Ihr den schuldigen Gehorsam als Euer vorgesetzter Obrigkeit bisher nicht geleistet haben sollt. Befehlen euch hierauf mit Ernst und Wollen, dass Ihr dem Supplicanden allen gebührlichen Gehorsam leistet. Damit der gedrohte Profos (Stockmeister) wider euch nicht not werde. Daran vollzieht ihr also Unseren Willen und Meinung.“

### 2. Kaiserliches Schreiben
„Wir werden abermals von Unserem Abt Paul Schönebner von Heiligenkreuz, … um Bewilligung des Profosen, Stockmeisters, demütigst angesucht und gebeten. Wir befehlen Euch, daß Ihr vorige Verordnung Vollziehung leistet. Sonst wird der begehrte Profos bewilligt und das ist Unser gefälliger Willen und Meinung.“

### Gesuch von Murato und Tencalla an NÖ.-Regierung
„.. wie dass uns Herr Abt wünscht, ihme untertänig zu machen. So doch unsere Vorfahren, wie auch wir bis heute an die 57 Jahr hier [Anmerkung: das bedeutet seit 1551!] samt unseren Häusern und Gärten, völlig unbekümmert und unangefochten gesessen und gearbeitet haben … welches Herrn Abten von Euer Gnaden keineswegs gestattet werden wird, in Bedenkung, dass der Steinbruch Ihrer Majestät und nicht Herrn Abten gehörig!“

Der letzte Satz entsprach nicht den Tatsachen, war eher ein Wunschtraum. Diese Meister wollten nicht in einem Heiligenkreuzer Steinbruch arbeiten, sie kämpften von Beginn an für die Bezeichnung Ihro kaiserlichen Majestät Steinbruch am Leithaberg.

## Kaiserliche Urkunde vom 26. März 1614
Am 25. September 1609 kam ein Vergleich zwischen Stift und den Meistern zustande, die Ortsherrlichkeit von Kaisersteinbruch gelangte zur NÖ.-Kammer, die Grundherrlichkeit aber zum Stift Heiligenkreuz. 1614 wurde dies von Kaiser Matthias in einer Urkunde feierlich bestätigt. Als Unsere Steinmetzen vom Leithaberg, Giacomo Murato, Antonius Tencallo und Stefano Bregno wurden sie darin bezeichnet.
Der neue Abt Christoph Schäffer stimmte diesem für das Stift hochschädlichen Vertrag nicht zu, er forderte am 1. August 1615 von der NÖ.-Regierung eine Neuaufnahme des Verfahrens. Zwei Doktoren der Rechte als Commission wurde auferlegt sich in den Ort zu verfügen und Inquisition (Untersuchung) abzuhalten. Den vorhandenen Dokumenten nach lehnten die Meister jegliche Teilnahme ab, erschienen nicht bei Gerichtsterminen.

### Kaiser Matthias an Abt Christoph Schäffer
„… wider etliche Steinmetzen im Steinbruch … die nicht erschienen, sondern ungehorsam verblieben sein sollen. Den Untertanen allen Ernstes anbefohlen worden, dass sie auf Euer Erforderung gewiss erscheinen sollen.“

## Kaiser Matthias bestätigt am 16. März 1617 eine Viertellade

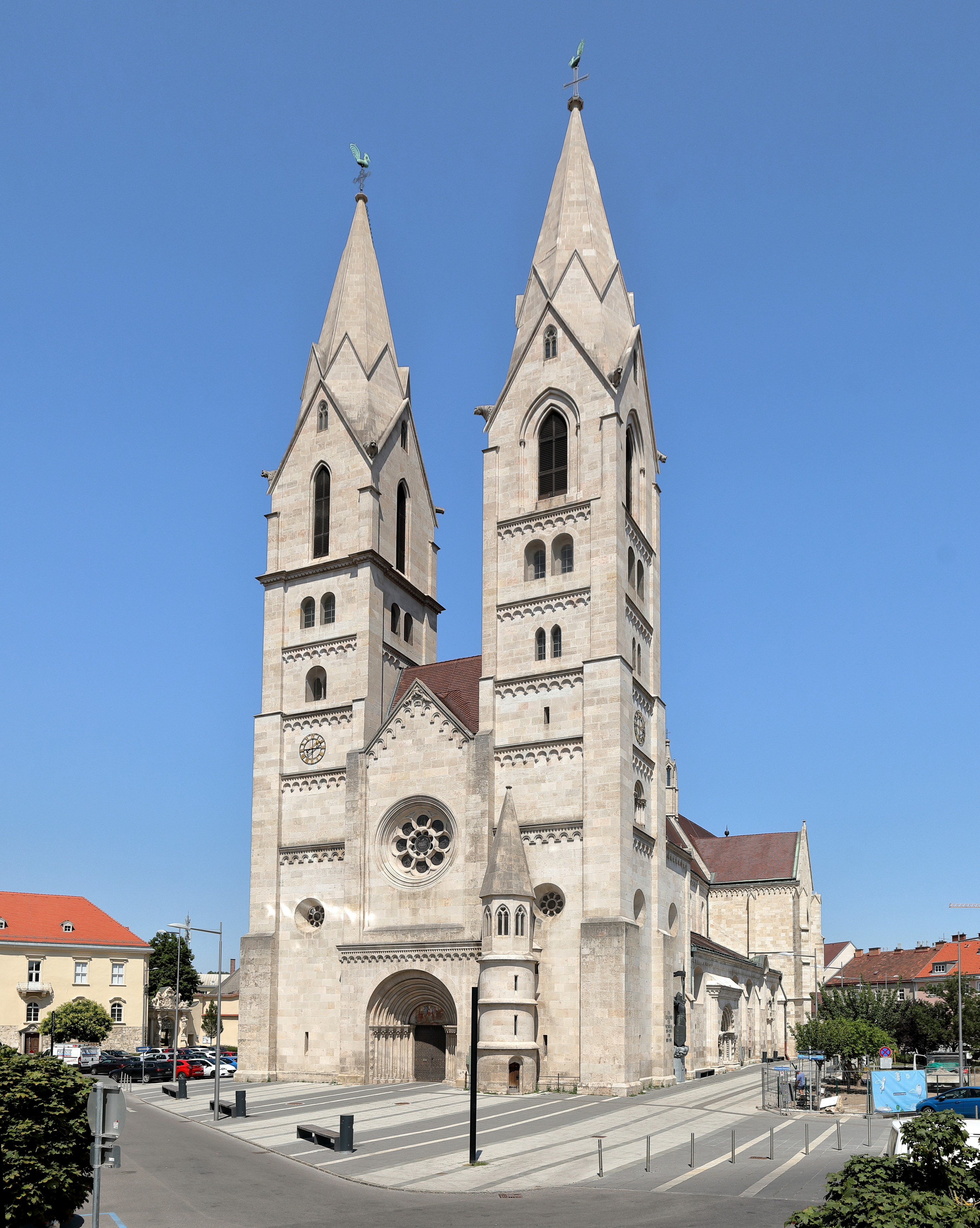
Dom von Wiener Neustadt

Die wahre Bedeutung der Steinmetz- und Maurermeister im kaiserlichen Steinbruch am Leithaberg, die Qualität des Steines und ihrer Arbeiten, wurde durch dieses Privilegium offenbar. Die Bruderschaft der Kaisersteinbrucher Meister war damit gegründet. Die Hauptlade war das Handwerk zu Wiener Neustadt.
Einige Artikel der Kaisersteinbrucher Ordnung (kleiner Auszug)
- Wer ein Gebäude geführt hat, [muss] ein Jahr für dasselbe haften….
- Ein Meister soll nur einen Lehrling haben, der Maurer 3, der Steinmetz 5 Jahre Lehrzeit …

Die Steinbrucher Meister fordern sofort das Recht, zwei Lehrlinge aufnehmen zu dürfen,

„weil bemelter Bruch fern von einer Stadt und Flecken liegen tut, und ein Lehrjunge bei solcher Beschaffenheit, weil man ihn täglich zur Holung allerlei Victualien und anderer Sachen gebrauchen muss, nichts erfahren oder lernen könnte.“

Sie erhielten diese Sondergenehmigung, die später von anderen auch verlangt wird.

## Zechmeister des Kaisersteinbrucher Steinmetzhandwerkes
Nach der Genehmigung einer eigenständigen Viertellade im kaiserlichen Steinbruch am Leithaberg wurde Giacomo Murato zum 1. Zechmeister (Viertelmeister) gewählt. Seine Mitmeister in diesen Jahren waren Pietro di Magistri, Leonhardt Holzäpfl, Nicola di Novo, Andre Ruffini, Ulrich Payos, Antonius Bregno, Antonius Crivelli und Antonius Tencalla.

## Archivalien
- Stift Heiligenkreuz Archiv, Rubrik 51 Kaisersteinbruch, Briefe, Kaiserliche Urkunde von 1614
- Stadtarchiv Wiener Neustadt, Steinmetzakten, Meisterbuch ab 1617
- NÖ-Landesarchiv, Ständische Akten B. 9/24
- Burgenländisches Landesarchiv